# Dimerodontium aurescens
Dimerodontium aurescens là một loài Rêu trong họ Fabroniaceae. Loài này được Müll. Hal. mô tả khoa học đầu tiên năm 1879.